# Psidium balium
Psidium balium är en myrtenväxtart som beskrevs av Ignatz Urban. Psidium balium ingår i släktet Psidium och familjen myrtenväxter. Inga underarter finns listade i Catalogue of Life.